# Cereceda (Piloña)
Cereceda ist eines von 24 Parroquias Ort in der Gemeinde Piloña der autonomen Region Asturien in Spanien.
Die 239 Einwohner (2011) leben in 14 Dörfern auf einer Fläche von 18,01 km2, 10 km von Infiesto, dem Verwaltungssitz der Gemeinde Piloña entfernt.

## Sehenswürdigkeiten
- Kirche San Vicente
- Kapelle Nuestra Señora del Carmen

## Dörfer und Weiler in der Parroquia
- Berducedo (Berducéu) – 12 Einwohner 2011
- Braniella – 20 Einwohner 2011
- Caldevilla – unbewohnt 2011
- Cereceda (Cerecea) – 71 Einwohner 2011 43° 22′ 55″ N, 5° 14′ 56″ W
- Cantodova (Cantudova) – 7 Einwohner 2011
- La Bárcena – 41 Einwohner 2011
- La Braña – 9 Einwohner 2011
- La Naveda – 5 Einwohner 2011
- Los Collados (Los Collaos) – 6 Einwohner 2011 43° 23′ 4″ N, 5° 13′ 50″ W
- Mercoria (La Mercoria) – unbewohnt 2011
- Robledo (Robléu) – 28 Einwohner 2011 43° 23′ 46″ N, 5° 15′ 11″ W
- Sardeda (Sardea) – 36 Einwohner 2011 43° 23′ 25″ N, 5° 16′ 25″ W
- Sementada (La Sementada) – unbewohnt 2011
- Tresabueli (Tresagüeli) – 4 Einwohner 2011